# Manfred Schröter (Politiker)
Manfred Schröter (* 13. Februar 1935 in Nordhausen; † 1. Juli 2022 ebenda) war ein deutscher Kommunalpolitiker (CDU) und von 1990 bis 1994 Bürgermeister der Stadt Nordhausen am Harz.

## Leben
Manfred Schröter erlernte das Weberhandwerk und studierte anschließend Medizin. Nach der Promotion 1960 war er 30 Jahre als Arzt in seiner Heimatstadt Nordhausen tätig. Von Juni 1990 bis Juni 1994 war Manfred Schröter Bürgermeister von Nordhausen; in der Stichwahl am 26. Juni 1994 unterlag er Barbara Rinke (SPD) mit 39,1 Prozent.
Manfred Schröter verfasste heimatgeschichtliche Publikationen über die Zerstörung von Nordhausen und über die regionale Geschichte der Juden.
Anlässlich der Feierstunde „30 Jahre friedliche Revolution“ am 9. November 2019 wurde Manfred Schröter die „Nordhäuser Ehrennadel“ verliehen.

## Werke
- Die Schicksale der Nordhäuser Juden 1933 bis 1945. Überarb. und erg. Neuaufl., 1. Aufl. Nordhausen: Iffland, 2013. ISBN 978-3-939357-13-1
- Die Verfolgung der Nordhäuser Juden 1933 bis 1945. Bad Lauterberg im Harz: Kohlmann, 1992. ISBN 978-3-922141-11-2
- Beiträge zur Heimatkunde aus Stadt und Kreis Nordhausen (Sonderheft 1988). Die Zerstörung Nordhausens und das Kriegsende im Kreis Grafschaft Hohenstein 1945. Meyenburg-Museum Nordhausen, 1988. DNB 1044615923
- Tierexperimentelle Untersuchungen zur Pathogenese und Behandlung des Kernikterus. Leipzig, Med. F., Diss. v. 21. Dez. 1960. DNB 480979871